# Первый лорд Адмиралтейства
Первый лорд Адмиралтейства (англ. First Lord of the Admiralty) или формально Ведомство Первого лорда Адмиралтейства (англ. Office of the First Lord of the Admiralty) — бывший министерский пост в правительстве Англии и Великобритании, политический глава английского, а затем и британского королевского военно-морского флота. Первый лорд Адмиралтейства был старшим советником правительства по всем военно-морским делам, отвечал за руководство и контроль Адмиралтейства, а также за общее управление военно-морской службой королевства Англии, Великобритании в XVIII веке, а затем Соединённого королевства, включая королевский флот, королевскую морскую пехоту и другие службы. Это была одна из первых известных постоянных государственных должностей. Помимо того, что он был политическим главой военно-морской службы, он одновременно был первенствующим членом Адмиралтейского комитета. Должность Первого лорда Адмиралтейства существовала с 1628 года до тех пор, пока она не была упразднена, когда Адмиралтейство, Министерство авиации, Министерство обороны и Военное министерство были объединены в новое Министерство обороны в 1964 году. Современный аналог данной должности — министр обороны Великобритании.